# Brendan Long
Brendan Long (ur. 24 listopada 1979 w Launceston) – australijski wioślarz, reprezentant Australii w wioślarskiej czwórce podwójnej na Letnich Igrzyskach Olimpijskich w Pekinie.

## Osiągnięcia
- Letnie Igrzyska Olimpijski – Ateny 2004 – dwójka podwójna – 12. miejsce[1].
- Letnie Igrzyska Olimpijski – Pekin 2008 – czwórka podwójna – 4. miejsce[1].